# Four Letter Word
Four Letter Word is een nummer van de Britse zangeres Kim Wilde uit 1989. Het is de vierde single van haar zesde studioalbum Close.
"Four Letter Word" is de eerste echte ballad die Wilde uitbrengt. Het nummer werd een hit op de Britse eilanden en in het Duitse en Nederlandse taalgebied. In het Verenigd Koninkrijk haalde het de 6e positie. In de Nederlandse Top 40 haalde het nummer de 8e positie, en in de Vlaamse Radio 2 Top 30 kwam het een plekje lager.